# Rancho Nuevo la Concepción
Rancho Nuevo la Concepción är en ort i Mexiko.   Den ligger i kommunen Apaseo el Grande och delstaten Guanajuato, i den centrala delen av landet, 200 km nordväst om huvudstaden Mexico City. Rancho Nuevo la Concepción ligger 1 800 meter över havet och antalet invånare är 462.
Terrängen runt Rancho Nuevo la Concepción är platt åt sydost, men åt nordväst är den kuperad. Runt Rancho Nuevo la Concepción är det ganska tätbefolkat, med 149 invånare per kvadratkilometer. Närmaste större samhälle är El Pueblito, 17,1 km öster om Rancho Nuevo la Concepción. Trakten runt Rancho Nuevo la Concepción består till största delen av jordbruksmark.